# Quinten Timber
Quinten Ryan Crispito Timber (geboren: Maduro; * 17. Juni 2001 in Utrecht) ist ein niederländischer Fußballspieler mit Wurzeln in Curaçao. Er spielt aktuell bei Feyenoord Rotterdam in der Eredivisie.

## Karriere

### Verein
Timber begann seine fußballerische Karriere beim Jugendklub DVSU und wechselte 2008 in die Jugendabteilung von Feyenoord Rotterdam, wo er bis 2014 aktiv war. Anschließend wechselte er in die Jugendakademie von Ajax Amsterdam. 2016/17 spielte er 14 Mal für die U17 und wurde am Ende mit dieser Meister. Auch die Folgesaison absolvierte er im Team der B-Junioren, durfte aber einmal in der Youth League spielen. In der Folgesaison war er hauptsächlich bei den A-Junioren aktiv und spielte unter anderem sechs Youth-League-Partien. Nach der Saison gewann er mit der U19 das Double aus Pokal und Liga. Außerdem gab er sein Debüt für Jong Ajax in der eersten Divisie bei einer 2:1-Niederlage gegen Jong PSV in der Startformation. Am 25. März 2019 (30. Spieltag) schoss er sein erstes Tor für die Zweitmannschaft von Ajax gegen den Jong FC Utrecht (3:3). In der Saison 2019/20 war er bereits Stammspieler in der eersten Divisie und spielte 25 Mal, wobei er zwei Tore erzielte, spielte aber auch für die U19 in der Youth League. In der darauf folgenden Saison war er Kapitän der Mannschaft, fiel aber lange wegen eines Mittelfußbruchs aus.
Im Sommer 2021 wechselte er zum FC Utrecht in seine Geburtsstadt. Bei einem 4:0-Sieg über Sparta Rotterdam debütierte er über die vollen 90 Minuten und gab zudem eine Torvorlage.

### Nationalmannschaft
Timber durchlief von 2016 bis 2023 diverse niederländische Juniorennationalmannschaften von der U15- bis zur U21-Auswahl. Mit der U17 nahm er an der U17-Europameisterschaft 2018 teil, die er mit seinem Team dann auch gewann. Am 26. März 2024 debütierte er gegen Deutschland in der A-Nationalmannschaft.

## Sonstiges
Timber hat einen Zwillingsbruder Jurriën und einen älteren Bruder Dylan. Alle hießen früher Maduro mit Nachnamen, nahmen jedoch Timber, den Nachnamen der Mutter an, nachdem ihr Vater die Familie verließ, als Quinten sieben Jahre alt war.

## Erfolge
Jugend
- Niederländischer U19-Meister: 2019
- Niederländischer U19-Pokalsieger: 2019
- Niederländischer U17-Meister: 2017

Verein
- Niederländischer Meister: 2021 (ohne Einsatz im Kader), 2023
- Niederländischer Pokal: 2024

Nationalmannschaft
- U17-Europameister: 2018